# Mytilopsis adamsi
Mytilopsis adamsi is een tweekleppigensoort uit de familie van de Dreissenidae. De wetenschappelijke naam van de soort is voor het eerst geldig gepubliceerd in 1946 door Morrison.